# Karlshof (Lübeck)

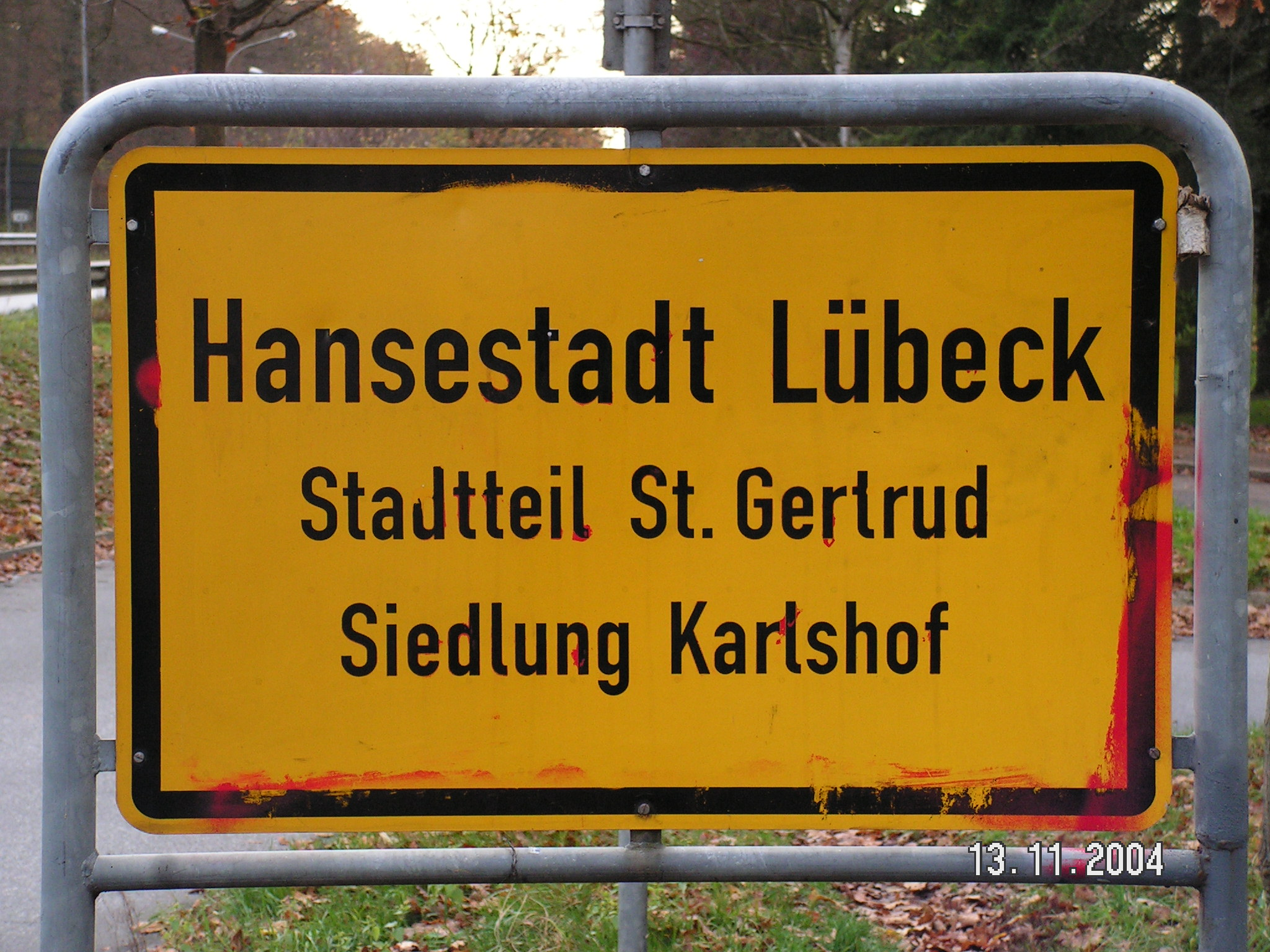
Ehemaliges Ortsschild an der Travemünder Allee

Karlshof ist ein Stadtbezirk des Lübecker Stadtteils St. Gertrud.

## Geschichte

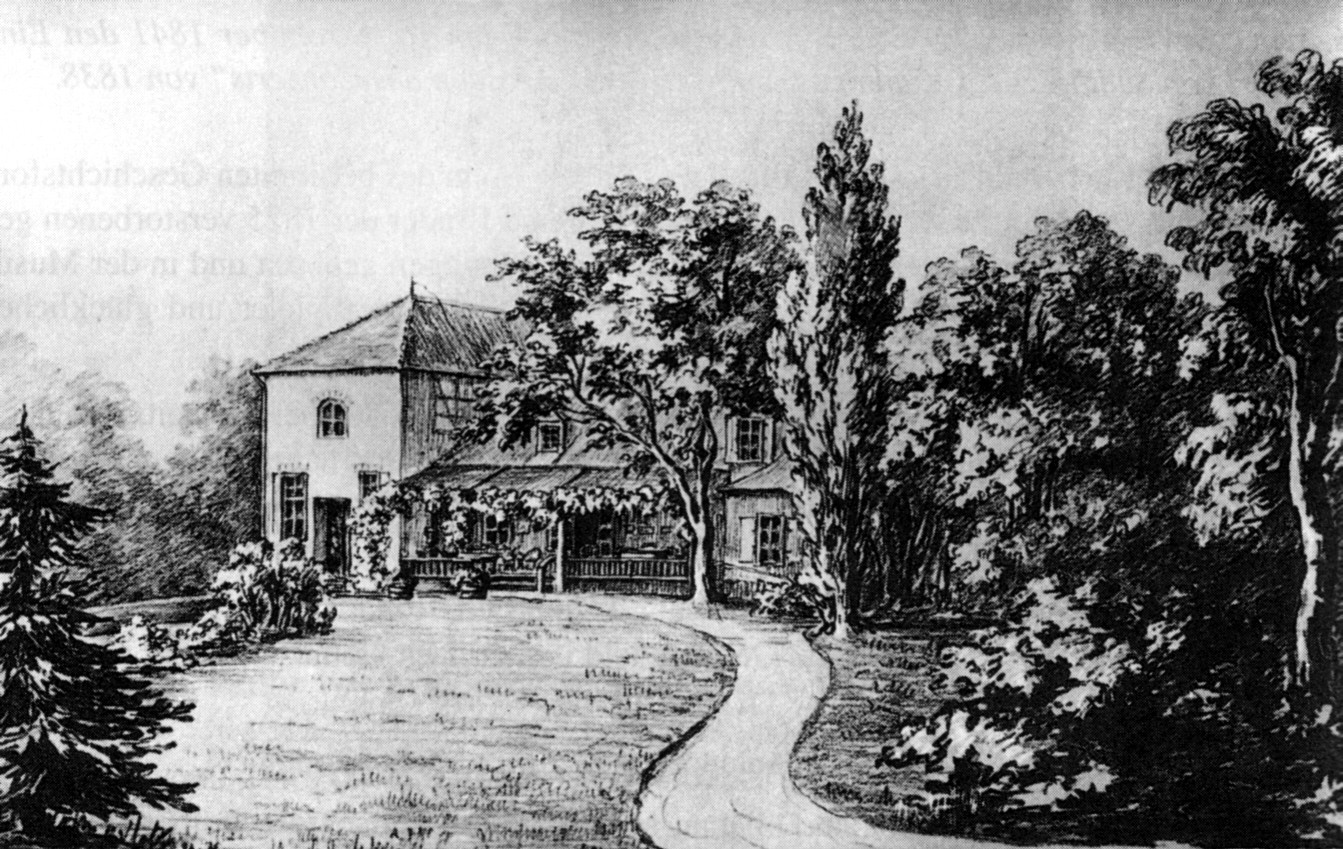
Schlözers Sommerhaus în Israelsdorf

Der Ursprung dieser Siedlung geht zurück auf die Parzellierung und Vererbpachtung der Israelsdorfer Feldmark im Jahre 1781. Von den 15 Parzellen bilden die Parzellen 1 bis 8 den Siedlungskern von Israelsdorf und die Parzellen 9 bis 15 den von Karlshof. Dazwischen liegt das Waldstück Schellbruch und der Bach Medebek. Die Namensgebung geht zurück auf den russischen Generalkonsul und Kaufmann in Lübeck Karl von Schlözer (1780–1859), der in den Jahren 1845 und 1850 vier Parzellen Land von der Stadt Lübeck pachtete, um dort eine Hofstelle zu errichten (Parzellen 9 bis 12). Er erhielt die Erlaubnis, diese Ansiedlung Karlshof zu nennen. Die ursprüngliche Hofstelle befand sich auf der Parzelle Nr. 9 (Travemünder Allee/Ecke Am Schellbruch). Die Straßenbezeichnung Hofweg erinnert an diese Zeiten. Etwa an dieser Stelle steht heute das Gemeinschaftshaus Karlshof. Schlözer selbst bewohnte sein Sommerhaus in Israelsdorf (Waldstraße/Ecke Buchenweg). Die Hofstelle wurde am 6. Mai 1898 an die Stadt Lübeck verkauft und ab 1900 als Dienstsitz für den städtischen Förster genutzt. Schlözers Schwester Dorothea von Schlözer war die erste Frau in Deutschland, die einen Doktortitel erlangte.

## Siedlungsgeschichte
Der erste Bebauungsplan wurde im Jahre 1910 aufgestellt und umfasste lediglich die Straße Am Schellbruch.
Nach dem Ersten Weltkrieg wurde Karlshof durch die Siedlungsbewegung ab 1920 erschlossen und als Wohnstadtteil entwickelt. Insbesondere wurden zwischen 1920 und 1928 von der Gemeinnützigen Siedlungsgenossenschaft Lübeck mehr als 100 Siedlungshäuser in Karlshof gebaut. Heute ist Karlshof eine Lübecker Vorstadtsiedlung, die in den 1950er Jahren weiter stark mit Einfamilienhäusern bebaut wurde. Im oberen Forstmeisterweg, im oberen Torneiweg sowie im Hertzweg wurden von der Wohnungsbaugesellschaft Neue Heimat in den 1950er Jahren mehrere Wohnblocks errichtet. Die Häuser im Hertzweg sowie mehrere Wohnblocks in der Luisenstraße wurden ab 2017 abgerissen und durch Neubauten ersetzt. Die Siedlung liegt im Nordosten Lübecks an der Travemünder Allee und grenzt im Nordosten an den Stadtteil Israelsdorf.

## Kirche

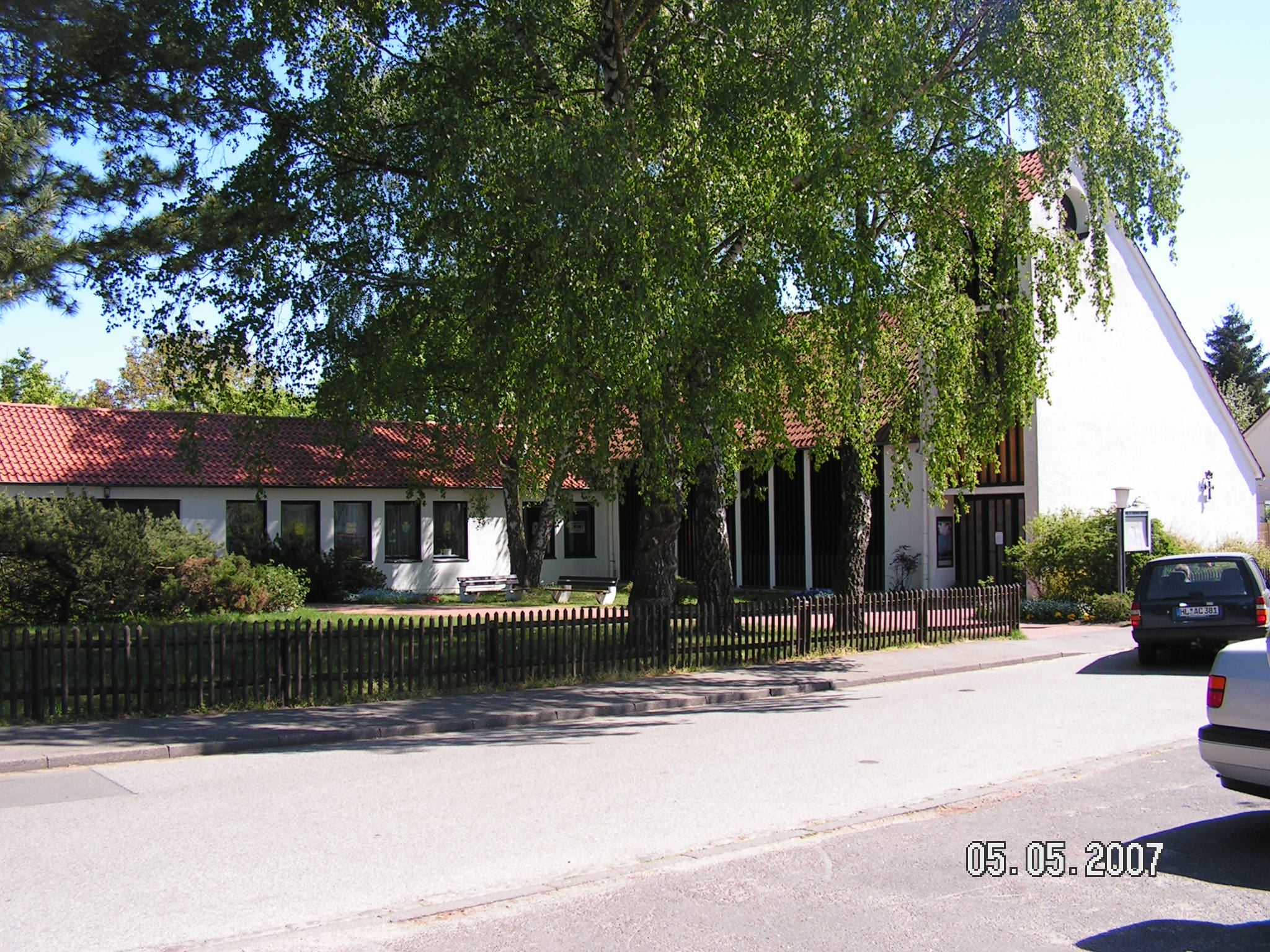
St. Stephanus mit Gemeinderaum

Zur Siedlung Karlshof gehört die 1956 geweihte ev.-luth. Kirche St. Stephanus nebst Kindergarten am Holzvogtweg/Ecke Dornierstraße.

## Schule

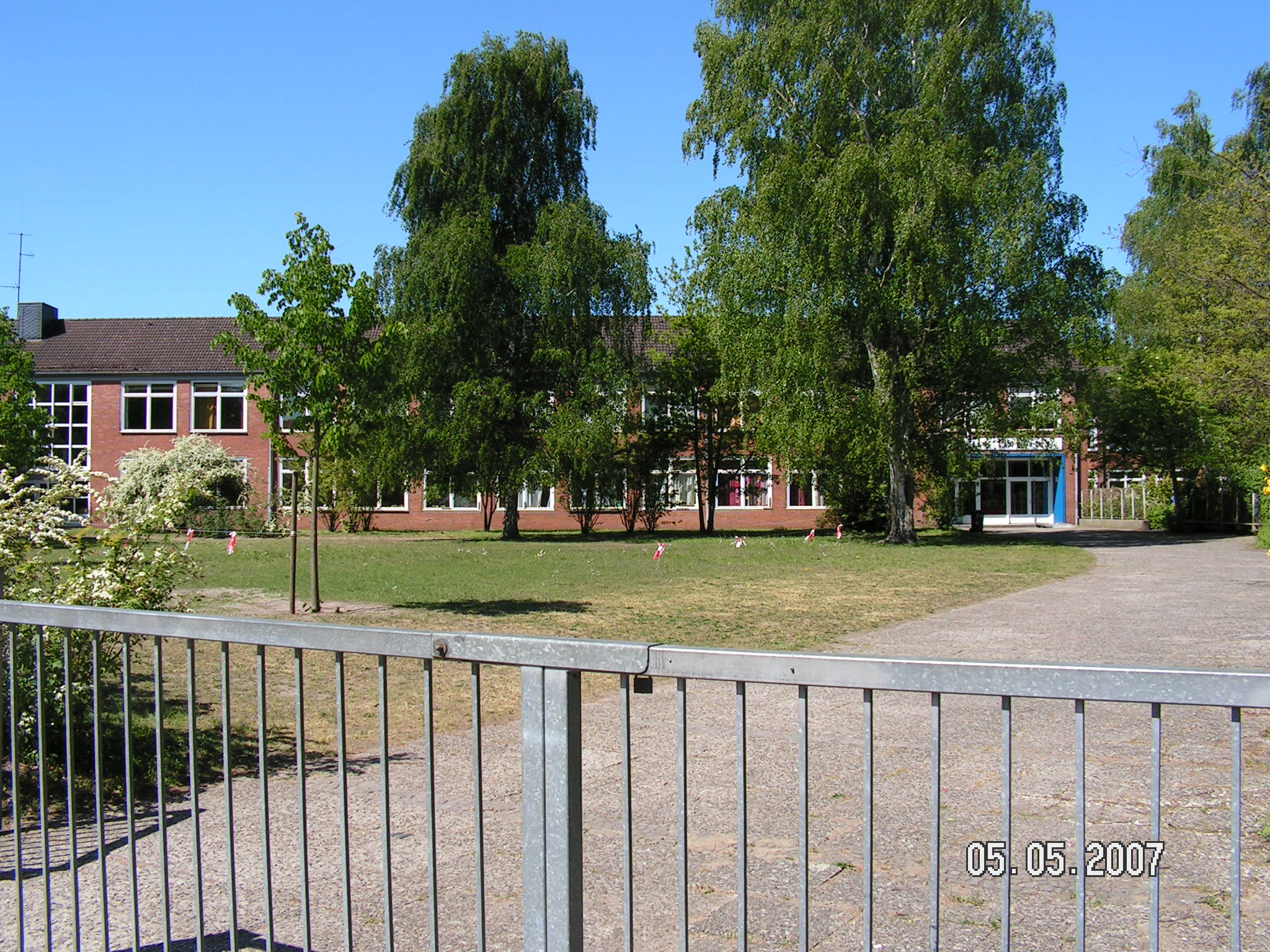
Grundschule Lauerholz

Im Jahr 1966 wurde am Ende des Holzvogtweges und Ende der Dornierstraße die Grundschule Lauerholz eröffnet. Die ursprüngliche Lauerholz-Volksschule war von 1950 bis 1966 am Ende der Straße An der Hülshorst, Ecke Glashüttenweg, gelegen in einem ehemaligen Industriegebäude der Norddeutschen Dornier-Werke, später wurde das staatliche Eichamt hier untergebracht. Zur früheren Lauerholz-Volksschule wie zur heutigen Grundschule gehört die Zweigstelle in Israelsdorf.

## Gebäude und Grundstücke mit besonderer Bedeutung

### Flugplatz an der Travemünder Allee
Vor dem Ersten Weltkrieg befand sich der Lübecker Flugplatz ab 1912 in Karlshof auf dem Gebiet der heutigen Sportplätze an der Travemünder Allee. 1912 landeten hier die Zeppeline LZ 11 „Viktoria Luise“ und LZ 13 „Hansa“, für 1913 wird von einem Orientierungsflug für Motorflugzeuge nach Schwerin und Wismar berichtet und 1914 wird der Landeplatz Militärflugplatz. Der Flugplatz Karlshof wurde insgesamt von 1912 bis 1919 betrieben. Nach der Fertigstellung des Flughafens Lübeck-Blankensee im Jahre 1917 wurde der Flugbetrieb nach und nach dorthin verlagert. Zur Erinnerung an diese Zeit wurden die Straßen rund um den Flugplatz nach bedeutenden Flugpionieren benannt (siehe dort).

### An der Hülshorst / Am Schellbruch
Hier stand von 1941 bis 1989 (Abriss) ein 70.000 m³ umfassender und 52 m hoher Gasbehälter (Gasometer), der seinerzeit zur Versorgung der Rüstungsindustrie im Glashüttenweg errichtet wurde. Das Grundstück wurde ab ca. 2004 in ein Wohngebiet umgewandelt und bebaut.

### Hofweg 11a

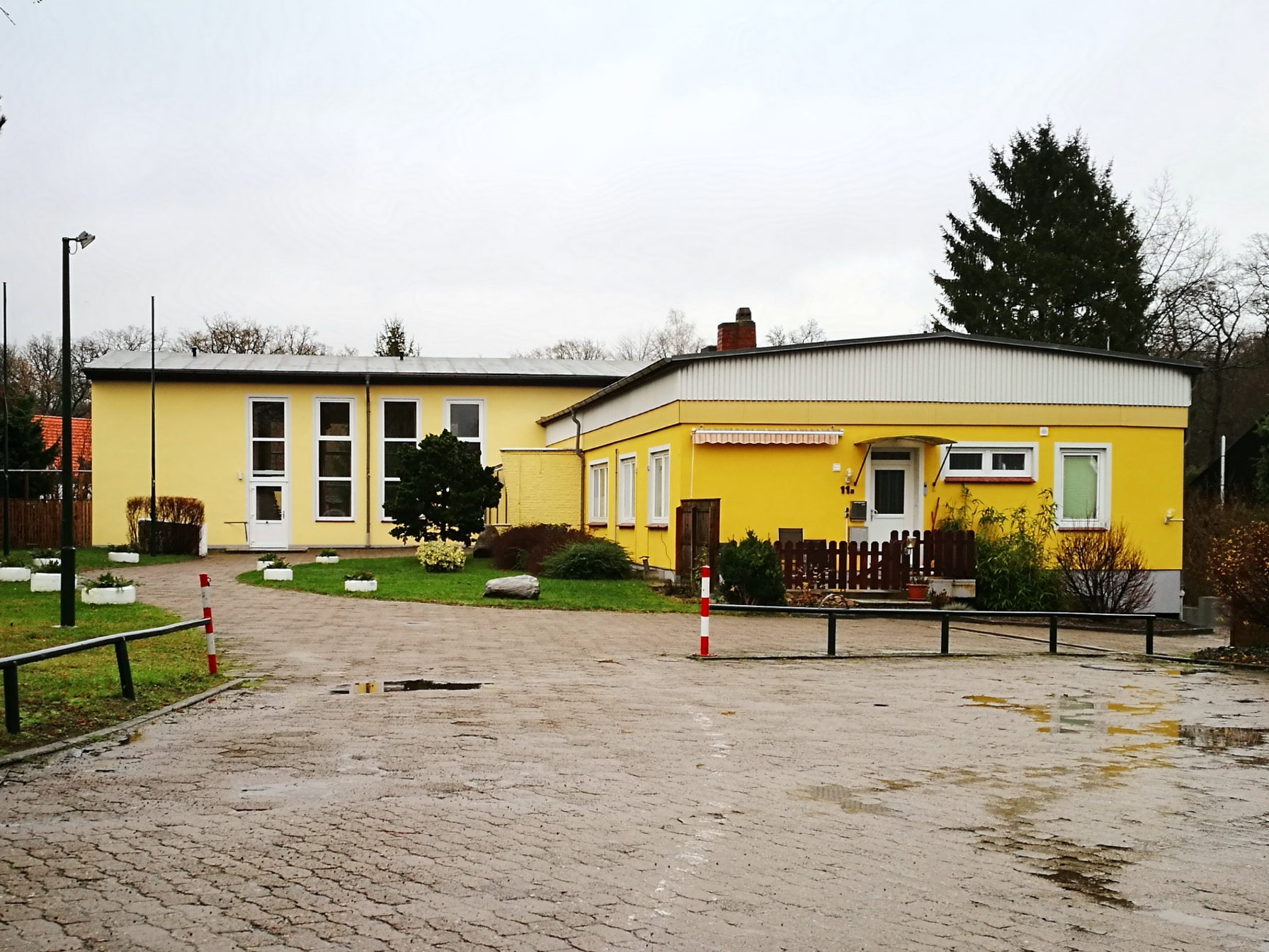
Gemeinschaftshaus Karlshof (2018)

Auf diesem Grundstück wurde von 1963 bis 1966 das Gemeinschaftshaus Karlshof weitgehend in Eigenleistung und mit Hilfe von Spenden errichtet.

### Glashüttenweg / Am Wasserbau
Ab 1907 Bebauung des Traveufers und Errichtung der Staatswerft. Heute Bauhof des Wasser- und Schifffahrtsamtes Lübeck.

### Glashüttenweg 31
Auf diesem Grundstück wurde von 1934 bis 1945 das Rüstungsunternehmen Berlin-Lübecker Maschinenfabriken betrieben. Später erfolgten Erweiterungen auf den Grundstücken Glashüttenweg 29 (Fa. Hannemann) und Glashüttenweg 33-35 (F-Gebäude).
Die Gebäude wurden im Jahr 2025 abgerissen, um Platz für ein Logistikzentrum zu schaffen. Der Abriss wurde von der Denkmalschutzbehörde der Hansestadt Lübeck zugelassen, dazu wurde die Gebäude aus dem Denkmalschutz entlassen.   

### Glashüttenweg 44-48

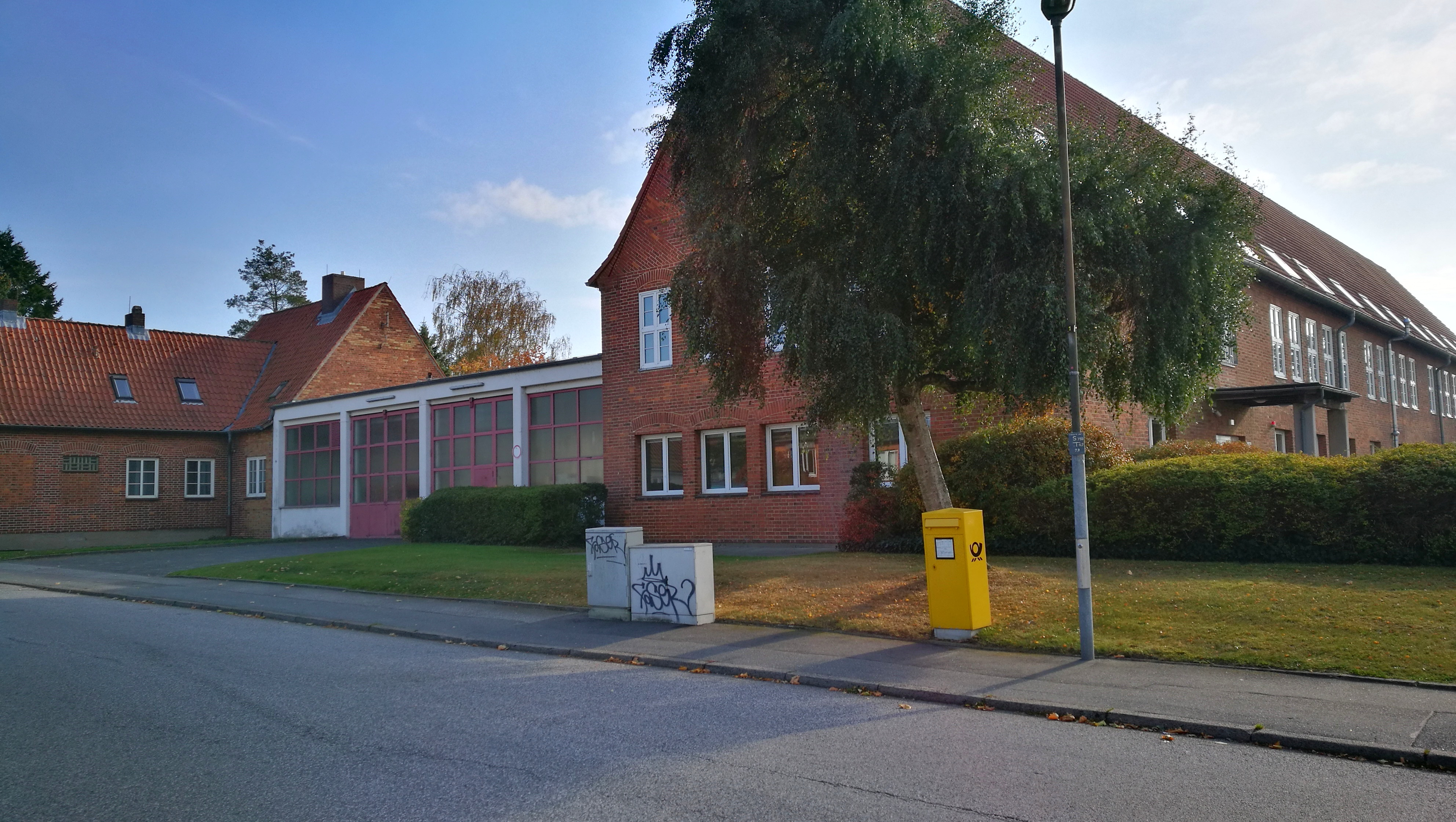
Gebäude Glashüttenweg 44-48 (2018)

Im Jahre 1937 wurde am Glashüttenweg, der damals in Curt-Helm-Straße umbenannt worden war, ein Militär-Lehrlingsheim und eine Fliegertechnische Vorschule errichtet. Hier waren die bei den Flugzeugwerken am Glashüttenweg beschäftigten Lehrlinge untergebracht. Im gleichen Haus erhielten sie ihren theoretischen Unterricht und ergänzende praktische Unterweisungen. Die kasernenmäßige Unterbringung und ein militärähnlicher Drill, wie er damals bei der Hitler-Jugend üblich war, sollten für Zucht und Ordnung in der Gemeinschaft im Sinne der damals geltenden Führer-Grundsätze sorgen.
Gebäude und Außenanlagen sind in ihrer Anordnung bis heute nahezu unverändert geblieben. An einem ursprünglich zweigeschossigen teilweise unterkellerten Hauptgebäude am Glashüttenweg ist L-förmig an der Straße An der Hülshorst ein Nebengebäude angeschlossen. Die dahinter liegende große Hoffläche wird so an zwei Seiten von den Gebäuden flankiert.
Im Obergeschoss des Hauptgebäudes befanden sich die Unterkünfte für die Lehrlinge und im Erdgeschoss die Unterrichts- und Laborräume. Der hohe Dachboden wurde für sportliche Übungen genutzt.
Im eingeschossigen unterkellerten Nebengebäude befanden sich der Speisesaal und die Küche. Den Abschluss bildete eine zweigeschossige Hausmeisterwohnung. Während des Krieges wurde das Nebengebäude im Bereich des Speisesaals durch einen Bombentreffer zerstört. Nach Entfernung des Trümmerschutts wurde auf der Kellerdecke eine Baracke als Ersatz für den verloren gegangenen Speisesaal errichtet. Der Abdruck des Giebels vom zerstörten Nebengebäude ist heute noch am Hauptgebäude sichtbar.
Nach Kriegsende erhielt der Glashüttenweg seinen ursprünglichen Namen zurück. Im Mai 1945 bezog zunächst das englische Militär das Gebäude. Ab 1950 befand sich hier die Lauerholz-Volksschule von Karlshof. Nachdem die Schule Ende 1966 das Gebäude verlassen hatte, bezogen im Januar 1967 das Eichamt Lübeck das Erdgeschoss einschließlich der Baracke und das Gewerbeaufsichtsamt die Räume im Obergeschoss. Ein Hausmeister übernahm die Wohnung im erhalten gebliebenen Teil des ehemaligen Nebengebäudes.
Mit dem Wechsel in die damals bundeseigene Liegenschaft am Glashüttenweg schienen beide Ämter einen endgültigen Standort gefunden zu haben und ein erneuter Standortwechsel auf absehbare Zeit nicht mehr notwendig zu werden. Nachdem das Land Schleswig-Holstein Grundstück und Gebäude von der Bundesvermögensverwaltung übernommen hatte, wurde 1973 die Baracke entfernt, auf den Fundamenten des Nebengebäudes eine Betondecke aufgebracht und darauf eine Prüfhalle für das Eichamt errichtet. Zugleich wurde die Hoffläche so befestigt, damit sie auch für schwere Fahrzeuge befahren werden konnte. Durch den Ausbau des Dachgeschosses wurden 1980 weitere Büroräume für das Gewerbeaufsichtsamt geschaffen. Eine Grundinstandsetzung des Gebäudes erfolgte im Jahre 1990.
Weil beim Gewerbeaufsichtsamt das Raumbedürfnis am Glashüttenweg nicht mehr befriedigt werden konnte, wechselte es zum Jahresende 1996 seinen Standort. Die dadurch frei gewordenen Räume belegte einige Jahre lang die Steuerfahndung. Anschließend nutzte das Wasser- und Schifffahrtsamt den größten Teil der Räumlichkeiten vorübergehend wegen der Renovierung ihres eigenen Gebäudes.
Nach Schaffung der Eichdirektion Nord durch die Zusammenfügung der Eichverwaltungen von Schleswig-Holstein, Hamburg und Mecklenburg-Vorpommern wurde aus dem bisherigen Eichamt Lübeck ab 1. Januar 2004 eine „Außenstelle“ der Eichdirektion Nord. Diese verließ im August 2011 ihren Standort am Glashüttenweg und übersiedelte nach Bad Schwartau. Seitdem gibt es keine Eichbehörde mehr in Lübeck.
Nach längeren Leerstand nutzt das Amtsgericht Lübeck seit September 2015 das Gebäude für die Dauer der Renovierung ihres eigenen Gebäudes.

### Gärtnereien in Karlshof
Die Geschichte der Gärtnereien geht zurück auf den Gärtner Wilhelm Rose (1843–1909), der 1869 die ca. 11 Hektar große Parzelle Nr. 13 zwischen Travemünder Allee und Torneiweg erwarb. Er errichtete auf dem heutigen Grundstück Travemünder Allee 51 den Wilhelmshof und betrieb auf den Flächen die Wilhelmshöfer Baumschulen. Nach seinem Ableben wurde der Betrieb stark verkleinert und als Gärtnerei Richard Rose (Zugang über das Grundstück Dornierstraße 15/15a) und Gärtnerei Macheit (Travemünder Allee 53) weitergeführt. Beide Gärtnereien existieren nicht mehr, nahezu alle Flächen der ehemaligen Gärtnereien wurden mit Einfamilienhäusern bebaut.

## Sportstätten

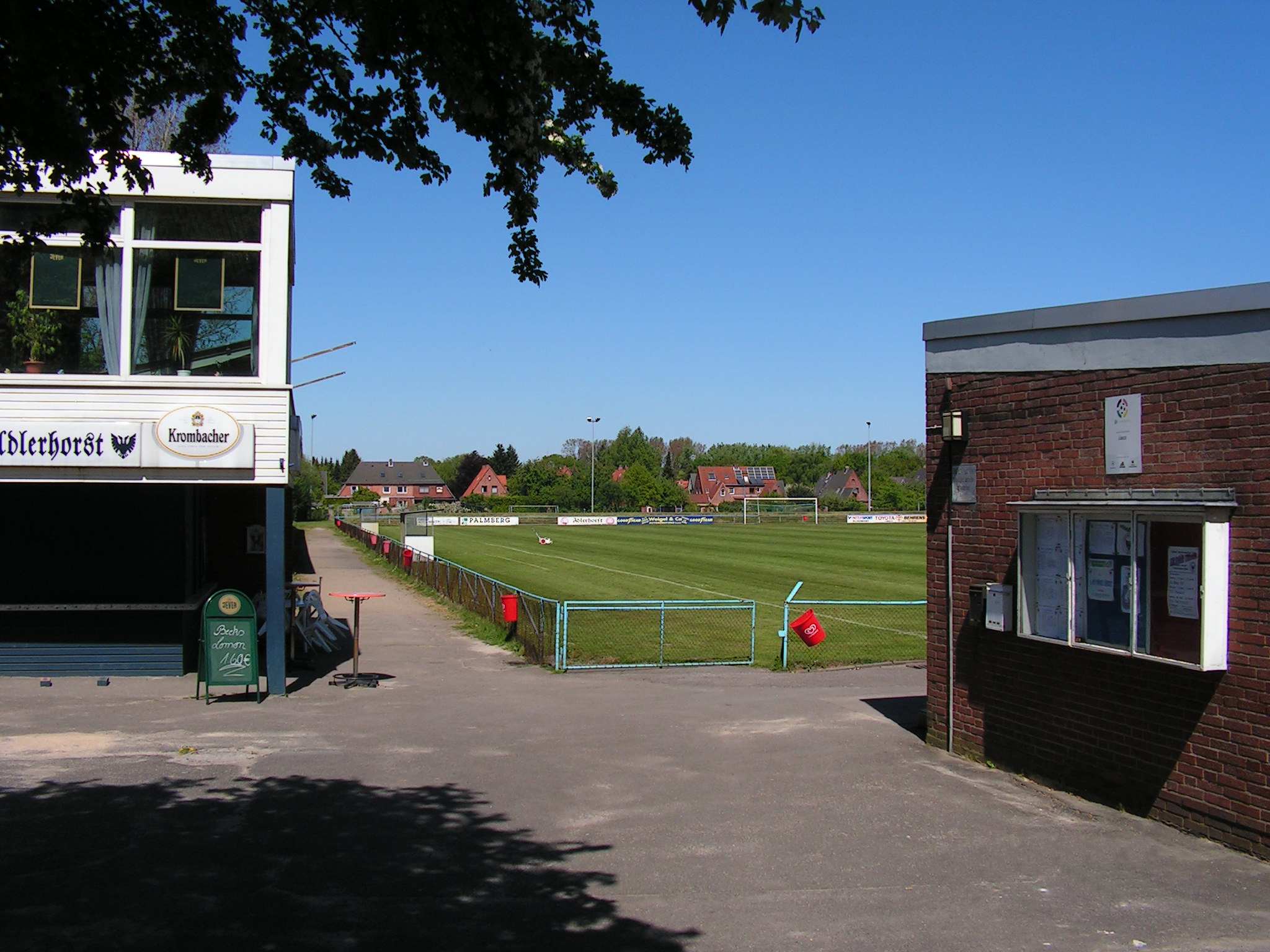
Blick auf den Fußballplatz des FC Phönix Lübeck

An der Travemünder Allee zwischen Zeppelinstraße und Jungborn befinden sich an der Stelle des ersten Lübecker Flugplatzes seit 1919 städtische Fußballplätze des Vereins Phönix Lübeck (gegr. 1903) sowie seit 1926 die Anlage des „Lübecker SV von 1913“ bzw. des „Lübecker Sportvereins Gut Heil von 1876“ incl. Turn-, Tennishalle sowie einiger Tennisplätze.

## Straßennamen

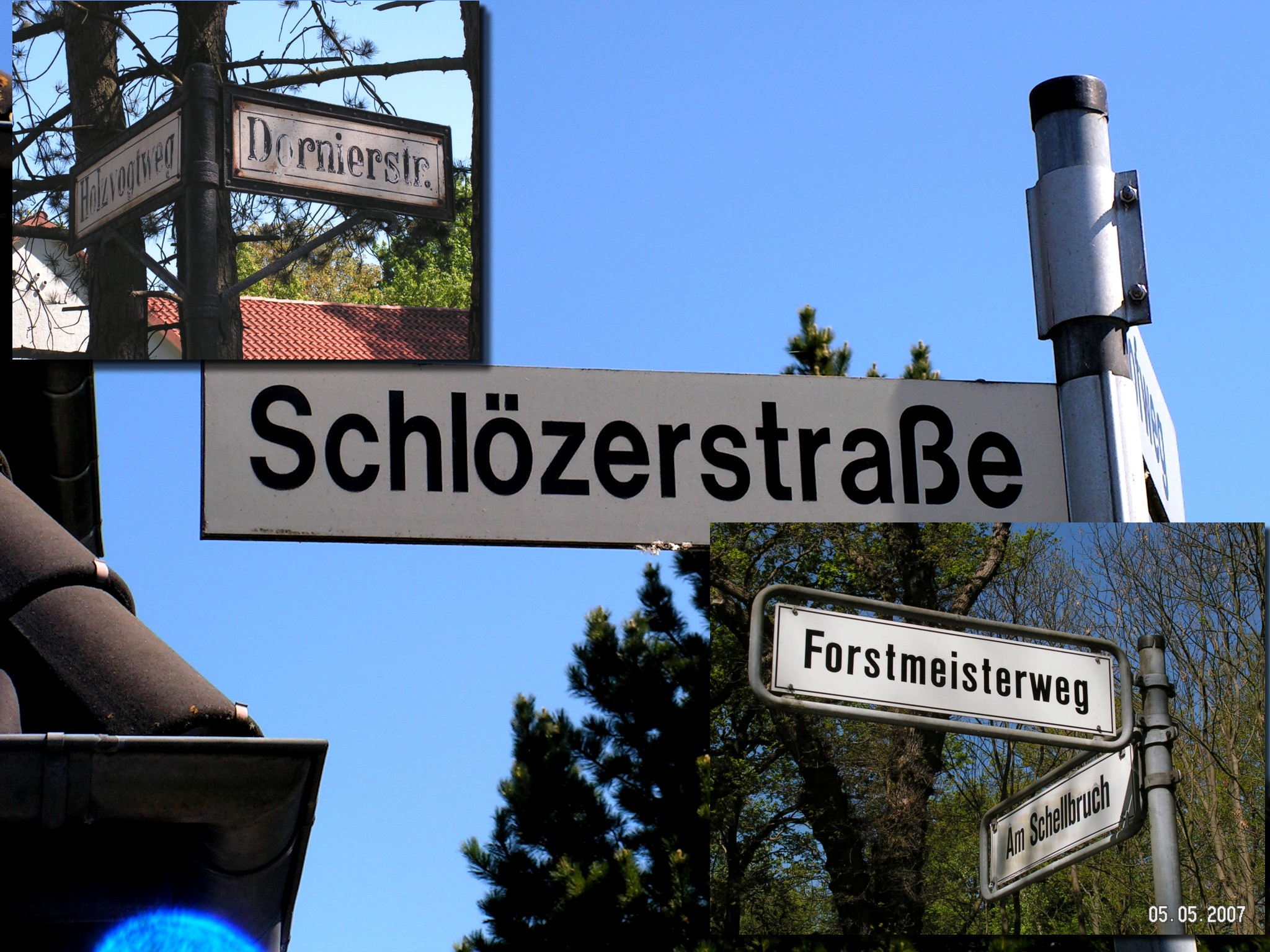
Straßenschilder in Karlshof

Im ursprünglichen (nordöstlichen) Teil erinnern die Straßennamen an die Gründerzeit (Schlözerstraße, Hofweg).
Weiter westlich (im Mittelteil) finden sich forstwirtschaftliche Namen (Forstmeisterweg, Jägersteig, Wildhüterweg, Holzvogtweg).
Im westlichen Randgebiet wurden bedeutende Physiker/Naturwissenschaftler geehrt (Albert-Einstein-Straße, Max-Planck-Straße, Celsiusweg, Fahrenheitweg, Heisenbergweg).
Am südlichen Rand finden sich die Namen bedeutender Flugpioniere (Dornierstraße, Eckenerstraße, Zeppelinstraße, Lilienthalstraße). Die Straße Torneiweg geht zurück auf die schon im Mittelalter gebräuchliche Flurbezeichnung tourneysveld, was als Hinweis auf eine alte Turnierstätte gedeutet werden kann. In einer Landkarte von 1910 findet sich die Flurbezeichnung Auf dem Torney für die freie Fläche zwischen Torneiweg und Glashüttenweg.
Die Straße Glashüttenweg geht zurück auf eine gleichnamige Fabrik, die hier 1841 bis ca. 1871 bestand. Bereits seit dem 16. Jahrhundert hieß dieser Weg hinunter zur Trave Weg zur Treidelhütte, da auf der 1882 abgetrennten Teerhofsinsel die Unterkunft des Treidelmeisters lag.

## Industrie

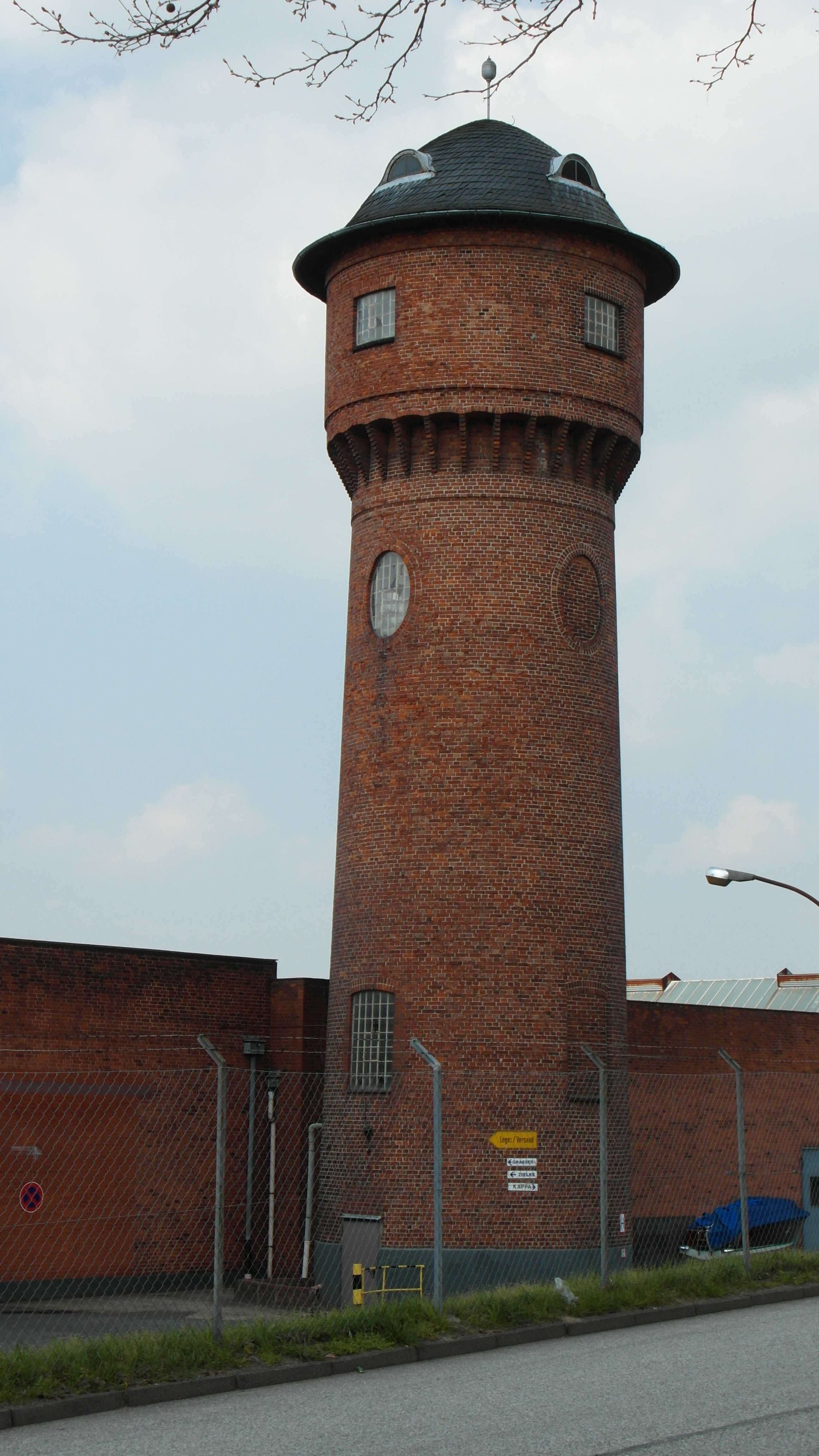
Historischer Wasserturm von 1923 am Ende des Glashüttenweges. Er wurde 2025 abgerissen.

In den 1970er Jahren wurde durch die Straße Glashüttenweg das neue Industriegebiet An der Hülshorst/Niels-Bohr-Ring erschlossen in dem sich Betriebe des Maschinenbaus und der Verpackungsindustrie ansiedelten. Insbesondere die Firmen Wepa (Wellpappen- und Papierfabrik) und H. & J. Brüggen KG (Cerealien, Müslis und weitere Getreideprodukte) im oberen Glashüttenweg sowie die Fa. Lubeca, später Fa. Schmalbach-Lubeca (Blech- und Kunststoffverpackungen aller Art) boten Hunderte von Arbeitsplätzen.
Das Gewerbegebiet am Glashüttenweg und der Hafenstraße beherbergt heute u. a. ein Hochregallager der Firma Brüggen, den örtlichen Firmensitz des Windenergieherstellers Vestas, die Zentrale der Konditorei Junge und zahlreiche Dienstleister im Kesselhaus der ehemaligen Schiffswerft von Henry Koch.

## Gegenwart

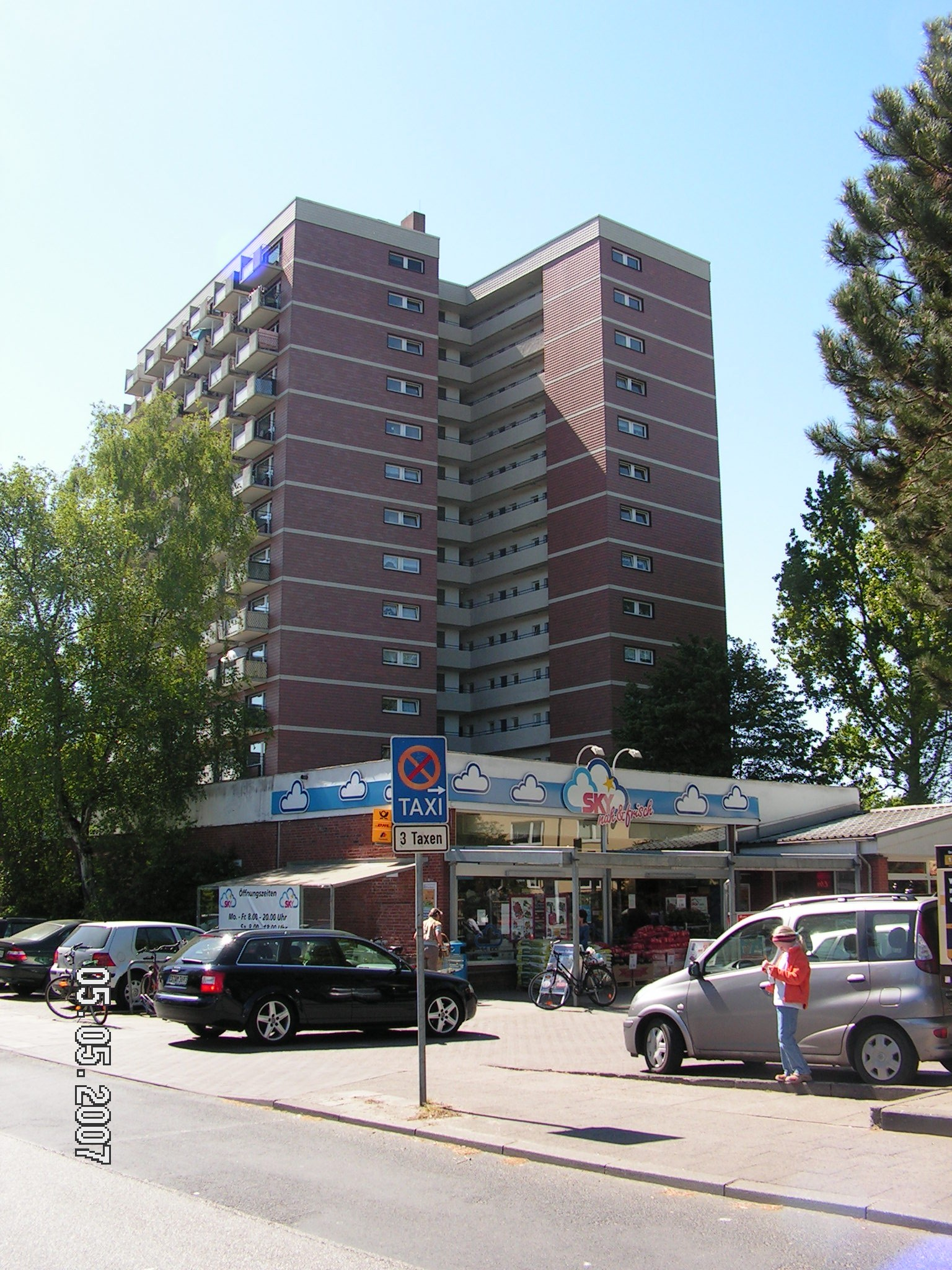
Prägnantes Bauwerk: Hochhaus am Forstmeisterweg (Ende 1960er Jahre erbaut)

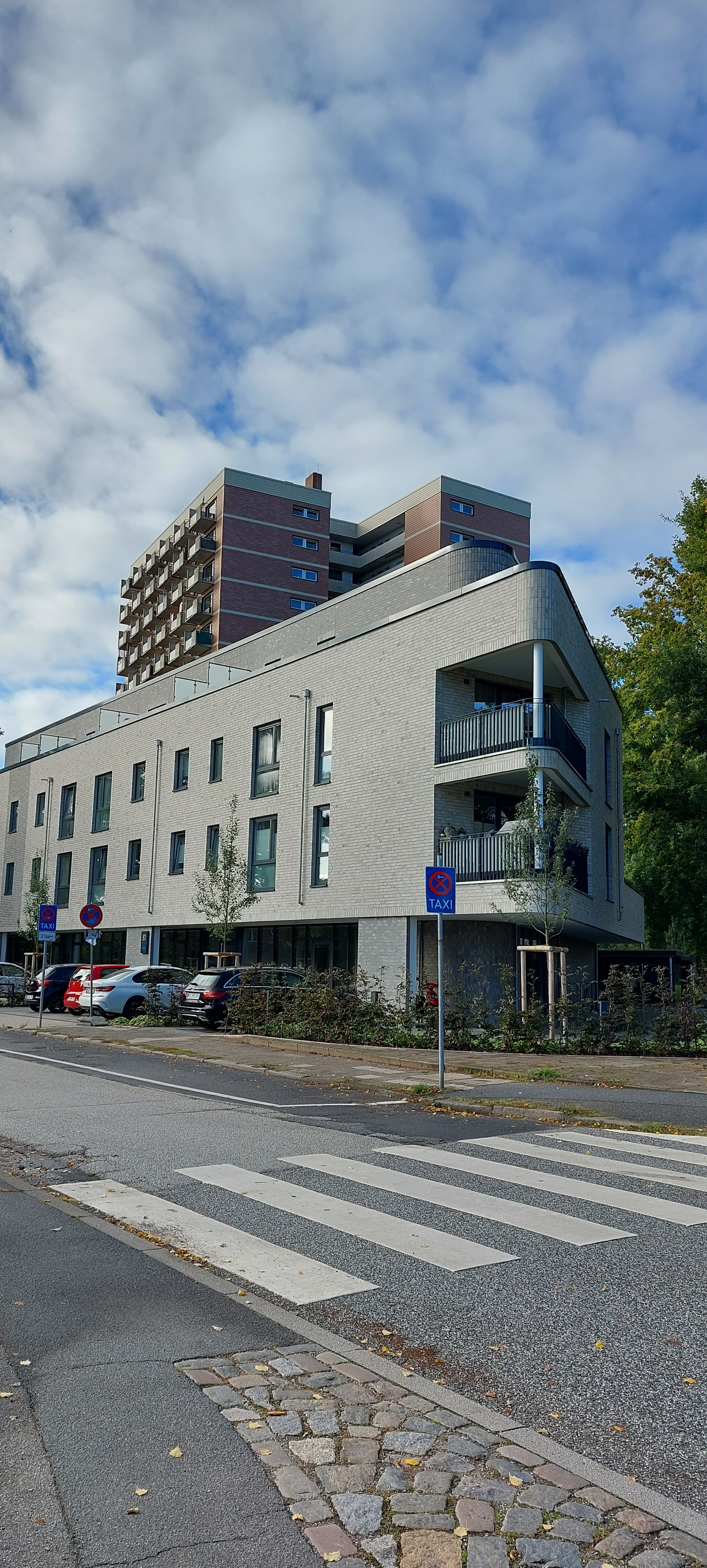
Nach Neubau Wohn- und Geschäftshaus 2022

Dieses Gebiet umfasst heute eine Fläche von ca. 1 km². Die Einwohnerzahl von Karlshof/Israelsdorf/Gothmund ist von ca. 6800 (1989) auf ca. 5900 (2018) zurückgegangen.